# Ruth Prawer Jhabvala
Ruth Prawer Jhabvala, född Prawer den 7 maj 1927 i Köln, Tyskland, död 3 april 2013 i New York, USA, var en brittisk-amerikansk-indisk författare och manusförfattare.
Prawer emigrerade med sina föräldrar från Tyskland till Storbritannien 1939. Hon studerade engelsk litteratur vid Londons universitet där hon avslutade sina studier 1951 för att därefter gifta sig med en indisk arkitekt och flytta till Indien. Hon var bosatt där fram till 1975 då hon flyttade till New York. Samma år tilldelades hon Bookerpriset. Hennes första roman To Whom She Will kom 1955.
Prawer är känd som manusförfattare till flera av Merchant Ivorys filmer.

### Romaner (utgivna på svenska)
- Hetta (översättning Jadwiga P. Westrup, Alba, 1978) (Heat and dust, 1975)
- Föremål för kärlek och beundran (översättning Harriet Alfons och Jadwiga P. Westrup, Alba, 1984) (In search of love and beauty)

### Filmmanus
- 1983 - Hetta
- 1984 - En kvinnas röst
- 1985 - Ett rum med utsikt (Oscar för bästa manus efter förlaga)
- 1992 - Howards End (Oscar för bästa manus)
- 1993 - Återstoden av dagen (Oscarsnominerad för bästa manus)
- 2000 - Den gyllene skålen
- 2003 - Skilsmässa på franska

## Priser och utmärkelser
- Bookerpriset 1975 för Heat and Dust
- Oscar för bästa manus efter förlaga 1986 för Ett rum med utsikt
- Oscar för bästa manus efter förlaga 1993 för Howards End